# ATI 테크놀로지스
ATI 테크놀로지스 주식회사(ATI Technologies Inc.)는 과거에 개인용 컴퓨터용 GPU와 그래픽 카드를 생산했던 기업이다. ATI의 주 수입원은 컴퓨터 제조사에 판매하는 보드 통합형 그래픽 칩셋과 개인에게 판매하는 그래픽 카드였다. ATI는 한때 대만의 TSENG을 인수하기도 하였다. TSENG은 ET3000, ET4000, ET6000, ET6100등의 칩셋을 개발한 업체이다
1985년 캐나다에서 설립되었으며 2006년 AMD에 인수, 합병되었다.
AMD는 그동안 그래픽카드 제품군에 사용했던 ATI 브랜드를 오는 2010년 4분기부터 AMD로 통합한다고 밝혔다. 따라서 ATI 브랜드는 AMD로 통합돼 역사속으로 사라졌다.

## 역사
1985년 4명(Lee Ka Lau, Francis Lau, Benny Lau, Kwok Yuen Ho)에 의해 어레이 테크놀로지(Array Technology Inc.)라는 이름으로 ATI를 설립했다. ATI는 주로 OEM 분야에서 일하면서 IBM 및 코모도어와 같은 PC 제조업체를 위한 통합 그래픽 카드를 생산했다. 1987년까지 ATI는 독립적인 그래픽 카드 소매업체로 성장하여 그해 EGA 원더 및 VGA 원더 카드 제품 라인을 출시했다. 90년대 초반에는 CPU 없이 그래픽을 처리할 수 있는 제품을 출시했다. 1991년 5월에는 마하8, 1992년에는 향상된 메모리 대역폭과 GUI 가속을 제공하는 마하32가 출시되었다. ATI 테크놀로지스는 1993년에 상장되었으며 주식은 NASDAQ과 토론토 증권 거래소에 상장되었다.

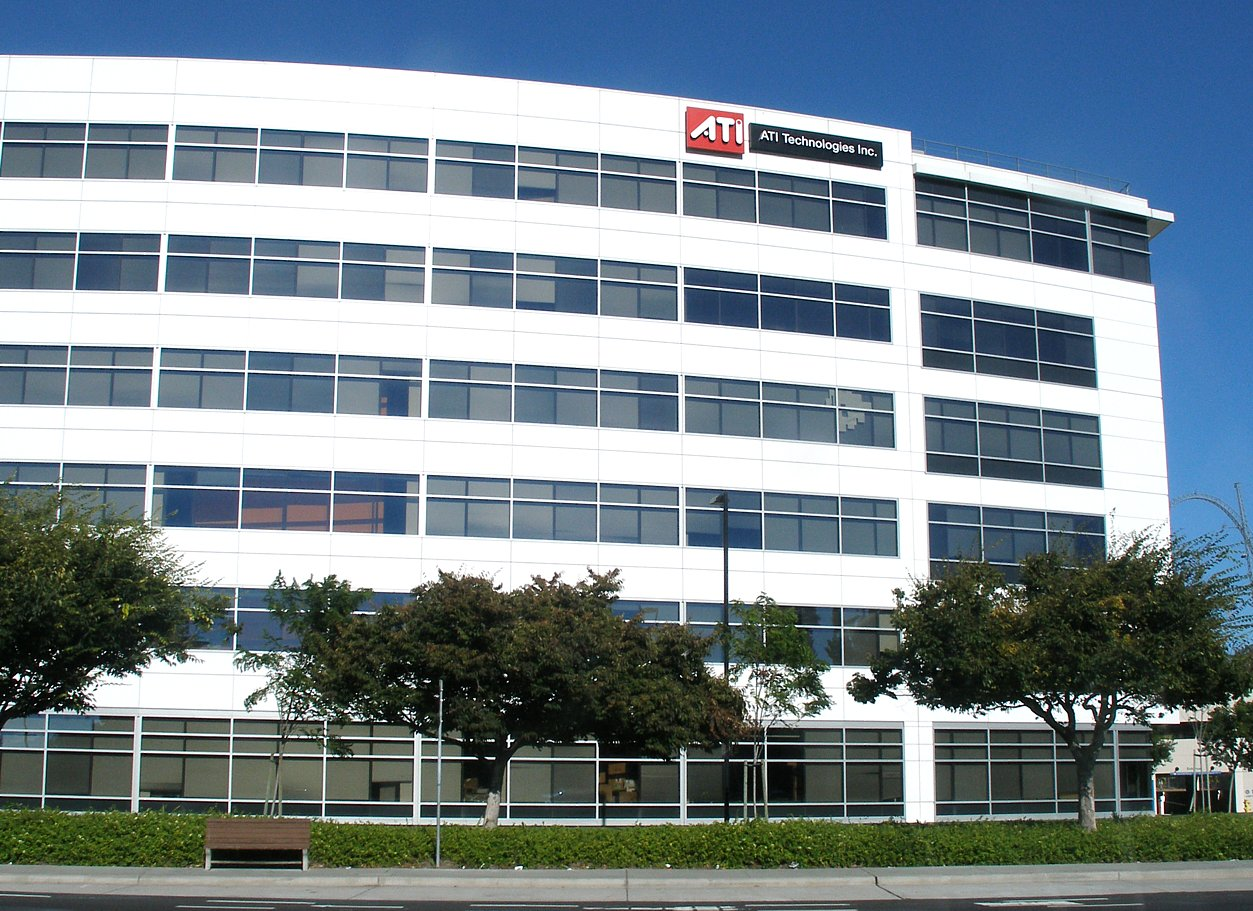
미국 캘리포니아주 샌타클래라 4555 그레이트 아메리카 파크웨이에 위치한 ATI의 전 실리콘 밸리 사무소

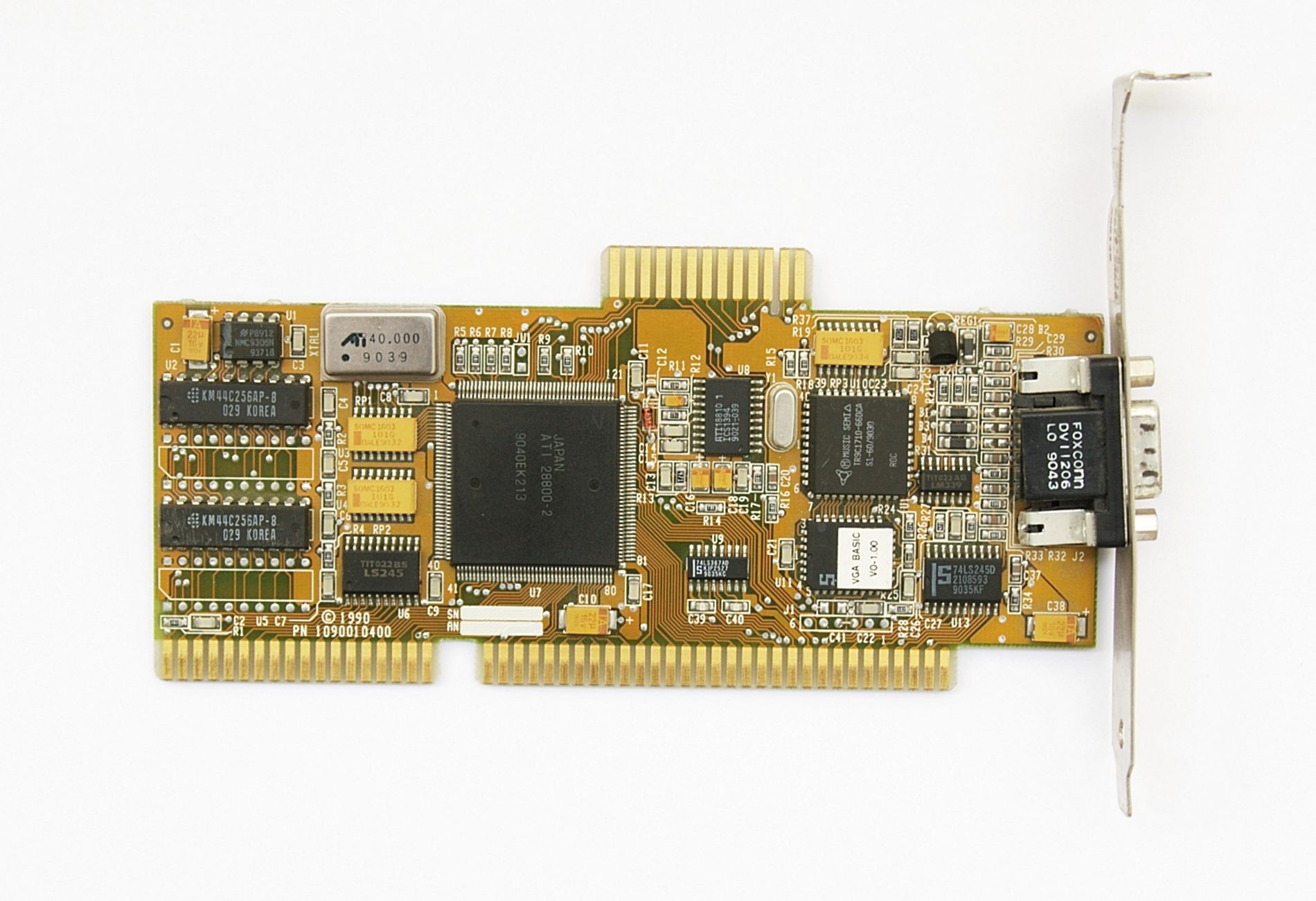
256 KB RAM을 갖춘 ATI VGA 원더

1994년 마하64 가속기가 출시되어 그래픽스 익스프레션(Xpression) 및 그래픽스 프로 터보를 구동하여 하드웨어 줌 외에도 YUV-RGB 색 공간 변환에 대한 하드웨어, 하드웨어 기반 비디오 가속의 초기 기술 지원을 제공했다.
ATI는 3D 레이지라는 이름으로 2D와 3D 가속기의 첫 조합을 선보였다. 이 칩은 마하 64를 기반으로 했지만 기본적인 3D 가속 기능을 갖추고 있었다. ATI 레이지 라인은 ATI 그래픽 제품의 거의 모든 제품군을 구동했다. 특히 레이지 프로는 3dfx의 3D 전용 부두 칩셋에 대한 최초의 실행 가능한 2D+3D 대안 중 하나였다. 레이지 라인의 3D 가속은 초기 3D 레이지의 기본 기능에서 1999년 레이지 128의 더욱 발전된 DirectX 6.0 가속기로 발전했다.
1996년에 출시된 올 인 원더(All-in-원더) 제품 라인은 통합 그래픽 칩과 TV 튜너 카드를 결합한 최초의 제품이자 TV 세트에 컴퓨터 그래픽을 표시할 수 있는 최초의 칩이었다. 이 카드는 ATI의 3D 레이지 II로 구동되는 3D 가속, 64비트 2D 성능, TV 품질 비디오 가속, 아날로그 비디오 캡처, TV 튜너 기능, 깜박임 없는 TV 출력 및 스테레오 TV 오디오 수신 기능을 갖추고 있다.
ATI는 1996년 노트북에 3D 그래픽 가속 기능을 도입하면서 모바일 컴퓨팅 분야에 진출했다. 모빌리티 제품군은 전력 사용량 최소화, 열 출력 감소, 노트북 화면의 TMDS 출력 기능, 극대화된 통합에 집중했다. 1997년에 ATI는 40명의 엔지니어가 포함된 쳉 랩스(Tseng Labs)의 그래픽 자산을 인수했다.
라데온 그래픽 제품 라인은 2000년에 공개되었다. 초기 라데온 그래픽 처리 장치는 DirectX 7.0 3D 가속, 비디오 가속 및 2D 가속을 갖춘 완전히 새로운 디자인을 제공했다. 특정 라데온 세대용으로 개발된 기술은 고급형부터 저가형, 모바일 버전까지 전체 시장 범위에 적합한 제품을 제공하기 위해 다양한 수준의 기능과 성능으로 구축될 수 있다.
2000년에 ATI는 게임큐브 비디오 게임 콘솔에 사용되는 플리퍼(Flipper) 그래픽 칩을 설계하는 ArtX를 인수했다. 그들은 또한 게임큐브의 후속작인 Wii를 위해 수정된 버전의 칩(코드명 헐리우드)을 만들었다. 마이크로소프트는 엑스박스 360용 그래픽 코어(코드명 제노스/Xenos)를 설계하기 위해 ATI와 계약했다. 2005년 후반에 ATI는 테라욘(Terayon)의 케이블 모뎀 실리콘 지적 재산을 인수하여 소비자 디지털 TV 시장에서의 선두 자리를 강화했다. K. Y. 호는 2005년 11월 은퇴할 때까지 이사회 의장직을 유지했다. 데이브 오튼(Dave Orton)이 그를 대신하여 조직의 사장 겸 CEO를 맡았다.
2006년 7월 24일 공동 발표에서는 AMD가 56억 달러 규모의 거래로 ATI를 인수할 것이라고 밝혔다. 인수 고려 사항은 2006년 10월 25일에 마감되었으며 대출로 조달된 20억 달러 이상과 AMD 주식 5,600만 주를 포함했다. ATI의 운영은 AMD 그래픽 제품 그룹(GPG)의 일부가 되었고, ATI의 CEO인 데이브 오튼은 2007년 사임할 때까지 AMD의 시각 및 미디어 사업 부문 수석 부사장으로 재직했다. 총책임자, 소비자 가전 그룹의 수석 부사장 겸 총책임자는 둘 다 AMD CEO에게 보고하게 된다. 2010년 8월 30일, 존 트리콜라(John Trikola)는 AMD가 AMD라는 이름을 더 선호함에 따라 그래픽 칩셋에 대한 ATI 브랜드를 폐기할 것이라고 발표했다.

## 제품

### 컴퓨터 그래픽 칩셋
- 그래픽 솔루션
- EGA/VGA 원더
- Mach 시리즈
- 레이지 시리즈
  - 레이지 모빌리티
- 라데온 시리즈
  - 모빌리티 라데온 시리즈
  - ATI 크로스파이어
- 파이어GL
- 파이어MV

### 개인용 컴퓨터 플랫폼 및 칩셋
- IGP 3x0, 모빌리티 라데온 7000 IGP
- 9100 IGP
- Xpress 200/200P
- Xpress 3200
  - AMD 580X 크로스파이어 칩셋
- 690G, Xpress 1250
- AMD 700 칩셋 시리즈

### 멀티미디어, 디지털 TV 솔루션
- All-in-Wonder
- TV 수신 카드
  - TV 원더, HDTV 원더
  - 시어터
- Xilleon
- 리모트 원더

### 게임기 그래픽 솔루션
- 플리퍼 (닌텐도 게임큐브)
- 제노스 (엑스박스 360)
- 할리우드 (닌텐도 Wii)

### 핸드헬드 칩셋
- 이미지온
- 이미지온 TV

### 고성능 컴퓨터 처리
- AMD 파이어스트림

## 스폰서
- ATI 라데온컵 4차 서든어택 마스터리그
- ATI배 6차 MSL 서바이버리그

## 같이 보기
- 엔비디아
- 매트록스
- AMD
- TSENG